# Susette La Flesche

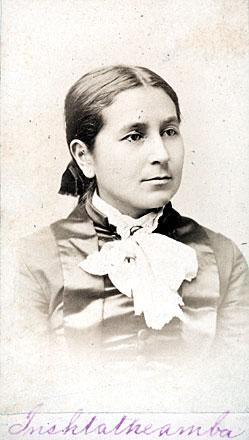
Susette La Flesche

Susette La Flesche (Bellevue (Nebraska), 1854 – nabij Bancroft (Nebraska), 26 mei 1903), later Susette LaFlesche Tibbles en ook bekend als Bright Eyes, was een bekende inheems-Amerikaanse schrijfster, docente, tolk en kunstenares van de Omaha-stam in Nebraska. Haar Omaha-Ponca-naam was Inshta-Theamba (Bright Eyes). Zij ijverde voor de verbetering van de levensomstandigheden in de indianenreservaten. In 1983 werd ze postuum opgenomen in de Nebraska Hall of Fame.

## Biografie

### Jeugd
Susette, eerst Yosette genoemd, werd geboren in 1854, het jaar waarin de Omaha hun jachtgebied opgaven en erin toestemden te verhuizen naar een reservaat in het noordoosten van Nebraska.
Ze was de oudste dochter van Joseph LaFlesche en Mary Gale. Haar vader, Joseph LaFlesche, ook bekend als Iron Eye, was het laatste opperhoofd van de Omaha. Hij was de zoon van een Franse pelsenhandelaar en zijn indiaanse Ponca vrouw Waoowinchtcha. Haar moeder, Mary Gale, ook wel Hinnuaganun genoemd, was de dochter van chirurg Dr. John Gale van Fort Atkinson en zijn Iowa vrouw Ni-co-ma.
Iron Eye geloofde dat de toekomst van zijn volk lag in onderwijs, in het gebruik van de landbouwmethodes van de blanken, in het christendom en in aanpassing aan de gebruiken van de blanken. Dat had een grote invloed op zijn kinderen. Hoewel ze het later niet altijd eens zouden zijn over politieke zaken die de Omaha aangingen, zouden ze allen bijdragen tot de verbetering van het leven van de inheemse Amerikanen en in het bijzonder van de Omaha.
Susette werd opgevoed op het Omaha Indian Reservation en van 1862 tot 1869 ging ze daar naar de Presbyteriaanse missieschool, die in 1845 in Bellevue was opgericht en in 1857 naar het reservaat was overgebracht. Susette leerde er Engels spreken, lezen, schrijven en ook koken en naaien. 

In 1869 ging Susette naar het Elizabeth Institute for Young Ladies, een privéschool in Elizabeth, New Jersey. Ze stond bekend om haar schrijverstalent en een essay, dat ze in haar laatste jaar schreef, werd in de New-York Tribune gepubliceerd. Nadat ze was afgestudeerd, keerde Susette terug naar het reservaat.
Ook haar broers en zussen studeerden: Susan LaFlesche Picotte werd de eerste vrouwelijke inheemse Amerikaanse arts, Rosalie LaFleche werd financieel manager van de Omaha en Francis LaFlesche werd schrijver en etnoloog voor het Smithsonian.

### Activisme
Drie jaar later werd Susette aangenomen als docente aan de officiële school op het reservaat, waar ze gedurende verscheidene jaren lesgaf.
In 1875 moesten de Ponca op bevel van de overheid verhuizen vanuit het noordoosten van Nebraska naar het Indian Territory, het huidige Oklahoma. Hun tocht kreeg later de naam 'Trail of tears'. Omdat de moeder van Iron Eye een Ponca was, bracht hij in 1877 een bezoek aan hun nieuwe reservaat om te zien hoe het met de levensomstandigheden was gesteld. Susette vergezelde haar vader. Ze troffen de mensen daar ziek en uitgehongerd aan. Meer dan een derde van de mensen was overleden. Na hun terugkeer werkte Susette samen met Thomas H. Tibbles van de Omaha World-Herald om de zeer benarde positie van de Ponca bekend te maken.
Toen Standing Bear, het Ponca opperhoofd, samen met verscheidene volgelingen in 1879 terugkeerde naar Nebraska werden ze na de lange en barre tocht gearresteerd.
De zaak kreeg nationale belangstelling. In mei 1879 deed Susette dienst als tolk voor Standing Bear tijdens zijn proces in Fort Omaha, Nebraska. Het was daar dat Standing Bear met succes betoogde voor rechter Elmer Dundy dat een indiaan in de ogen der wet een persoon was, die al de rechten van een burger van de Verenigde Staten bezat. Na het proces stond Susette voortaan bekend onder haar inheemse naam Bright Eyes (Inshata-Theumba).
Tibbles organiseerde een tocht door het oosten van de Verenigde Staten voor Standing Bear, Bright Eyes en haar broer Francis LaFlesche. Tijdens lezingen vroegen ze aandacht voor de leefomstandigheden van de inheemse Amerikanen. Samen met Tibbles verscheen Bright Eyes voor een commissie van het congres, waar zij hun bezorgdheid over de rechten van de inheemse Amerikanen tot uiting brachten. De tocht wekte veel sympathie in invloedrijke kringen, geleid door mensen als Edward Everett Hale, Alice Cunningham Fletcher, Wendell Phillips, Mary L. Bonney en leidde in 1887 uiteindelijk tot de goedkeuring van de Dawes General Allotment Act.
In de herfst van 1881 reisde Bright Eyes samen met Alice Fletcher en Tibbles naar South Dakota. Ze gingen er bij de Sioux vrouwen wonen om hun manier van leven te bestuderen. Alice Fletcher, van wie dit initiatief uitging, hield een dagboek bij van deze tocht.

### Huwelijk
In 1882 traden Bright Eyes en Thomas Tibbles in het huwelijk. Ze zetten hun lezingen verder en in 1886 reisden ze gedurende tien maanden door Engeland en Schotland. Na hun terugkeer in Omaha in 1890 ging Tibbles terug aan het werk bij de Omaha World-Herald.
In 1891 reisden ze naar het Pine Ridge Indian Reservation in het zuidwesten van South Dakota om zich te informeren over het bloedbad in Wounded Knee en de problemen van de inheemse Amerikanen in het reservaat. Van 1893 tot 1895 woonden de Tibbles in Washington, waar Thomas werkte als nieuwscorrespondent.
In 1898 werkte Bright Eyes samen met Fannie Reed Griffin aan een boek, Oo-mah-ha Ta-wa-tha, dat ze ook illustreerde. Haar creatief werk verscheen in verscheidene boeken, waaronder Ploughed-Under: The Story of an Indian Chief, dat ze ook uitgaf. Bright Eyes bleef schrijven, doceren en zich inzetten voor de belangen van inheemse Amerikanen.
In 1902 verhuisden Tibbles en Bright Eyes naar Bancroft om tussen de Omaha te leven. Ze overleed daar op 26 mei 1903 in haar huis nabij Bancroft. Ze werd 49 jaar. Ze wordt geëerd als de eerste vrouw die het opnam voor de zaak van de inheemse Amerikanen.

## Verder lezen
- Illustrator and author with Fannie R. Giffen, Oo-Mah-Ha Ta-Wa-Tha: Omah City, River Junc., 1998
- Marion Marsh Brown, Susette La Flesche: advocate for Native American Rights, Children's Press, Chicago, 1992
- Margaret Crary, Susette La Flesche: Voice of the Omaha Indians, Hawthorn Books, New York, 1973.
- Dorothy Clarke Wilson, Bright Eyes: the Story of Susette La Flesche, an Omaha Indian, McGraw-Hill Companies, 1974, ISBN 9780070707528
- Jerry E. Clark and Martha Ellen Webb, "Susette and Susan LaFlesche: Reformer and Missionary" in James A. Clifton, Being and Becoming Indian: Biographical Studies of North American Frontiers", Waveland Press, Inc., Prospect Heights, 1989, ISBN 0-88133-735-8